# St. Nikolai Gemeindezentrum
Das St. Nikolai Gemeindezentrum im Stadtteil Knieper West von Stralsund – meist Gemeindezentrum Knieper West genannt – ist eine evangelische Kirche. Der Zweckbau für Gottesdienste und Gemeindearbeit war 1977 der erste derartige Sakralbau in einem DDR-Neubaugebiet.

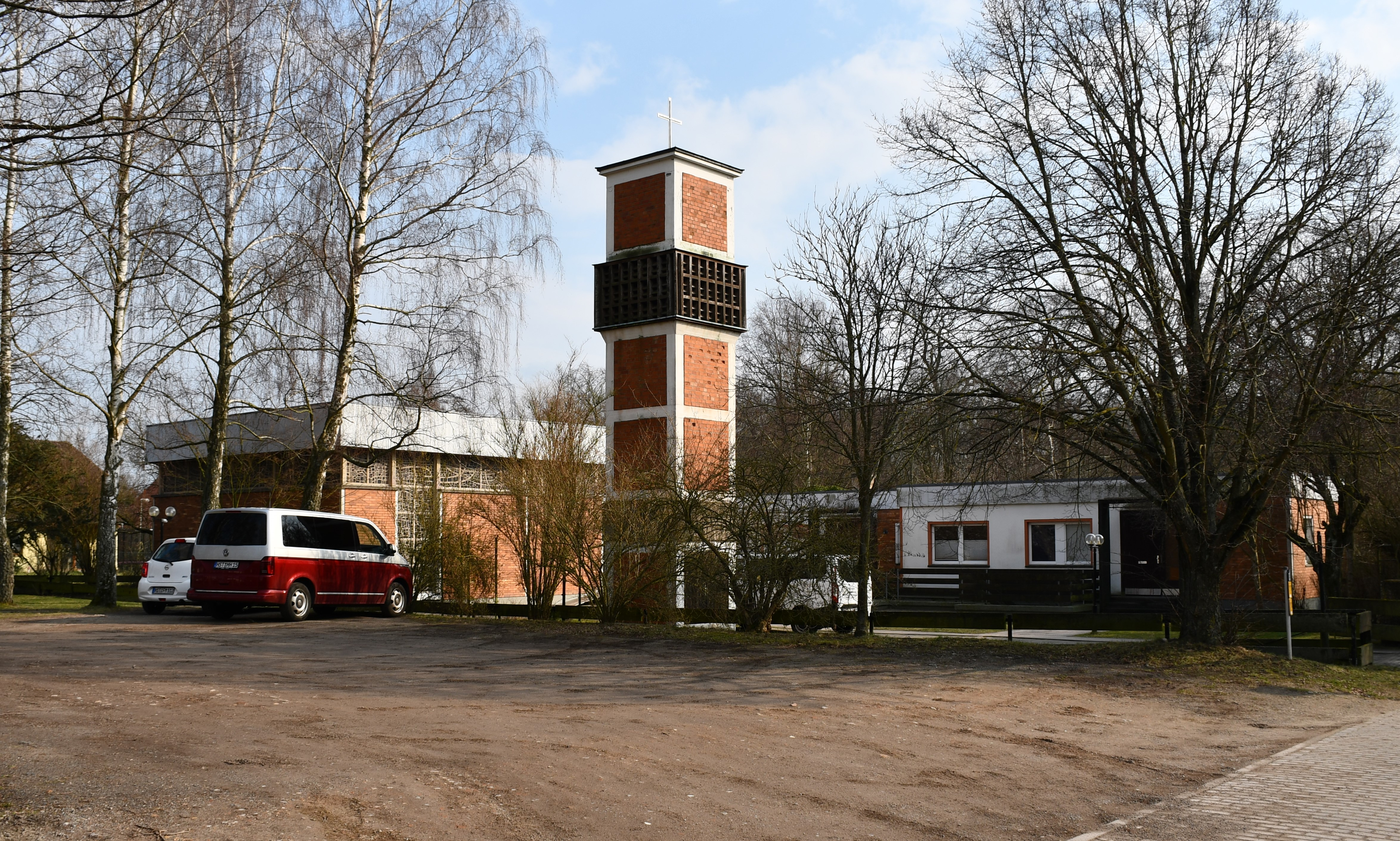
Ansicht von der Lindenstraße (2023)

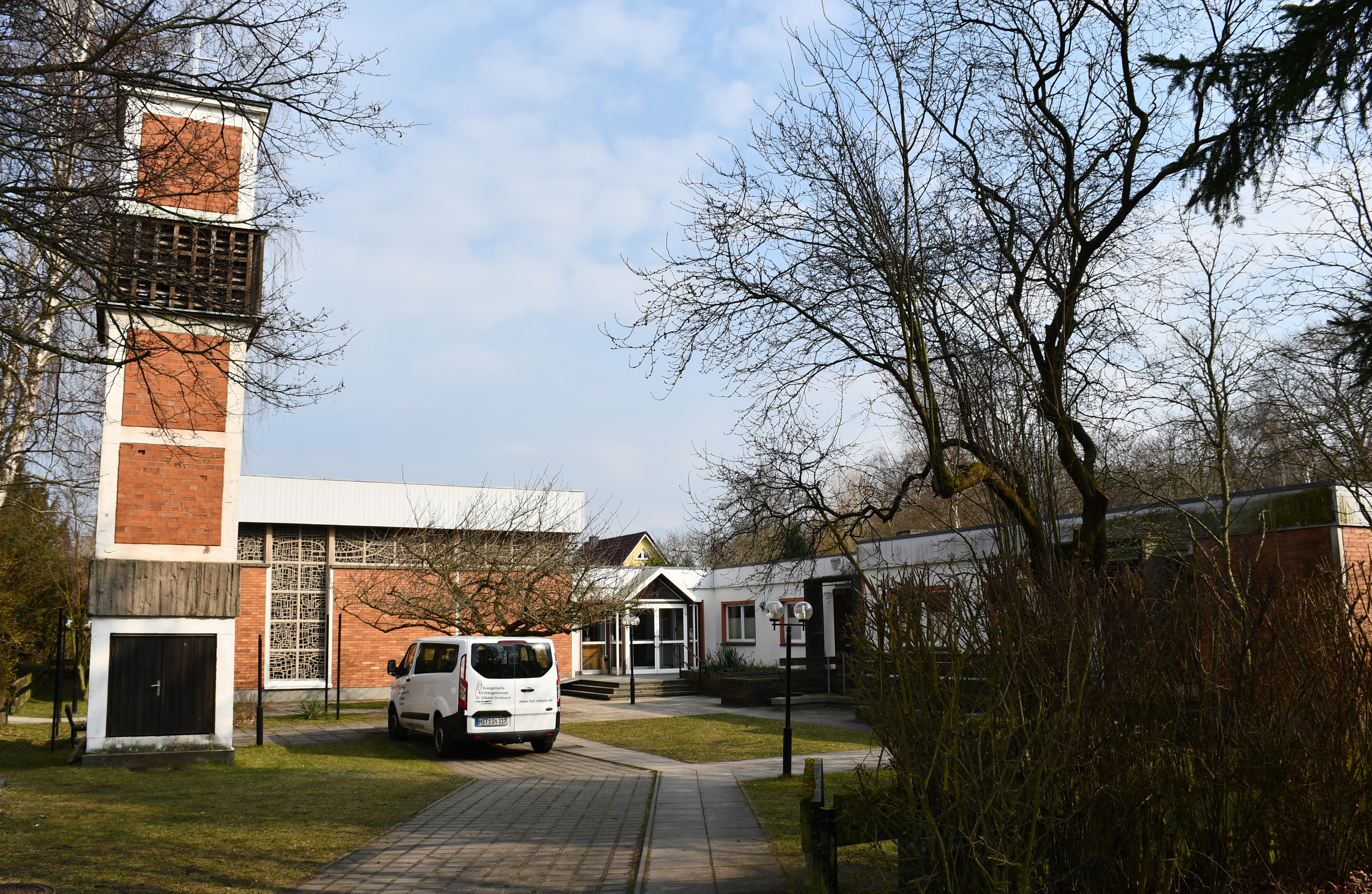
Ansicht des Zentrums (2023)

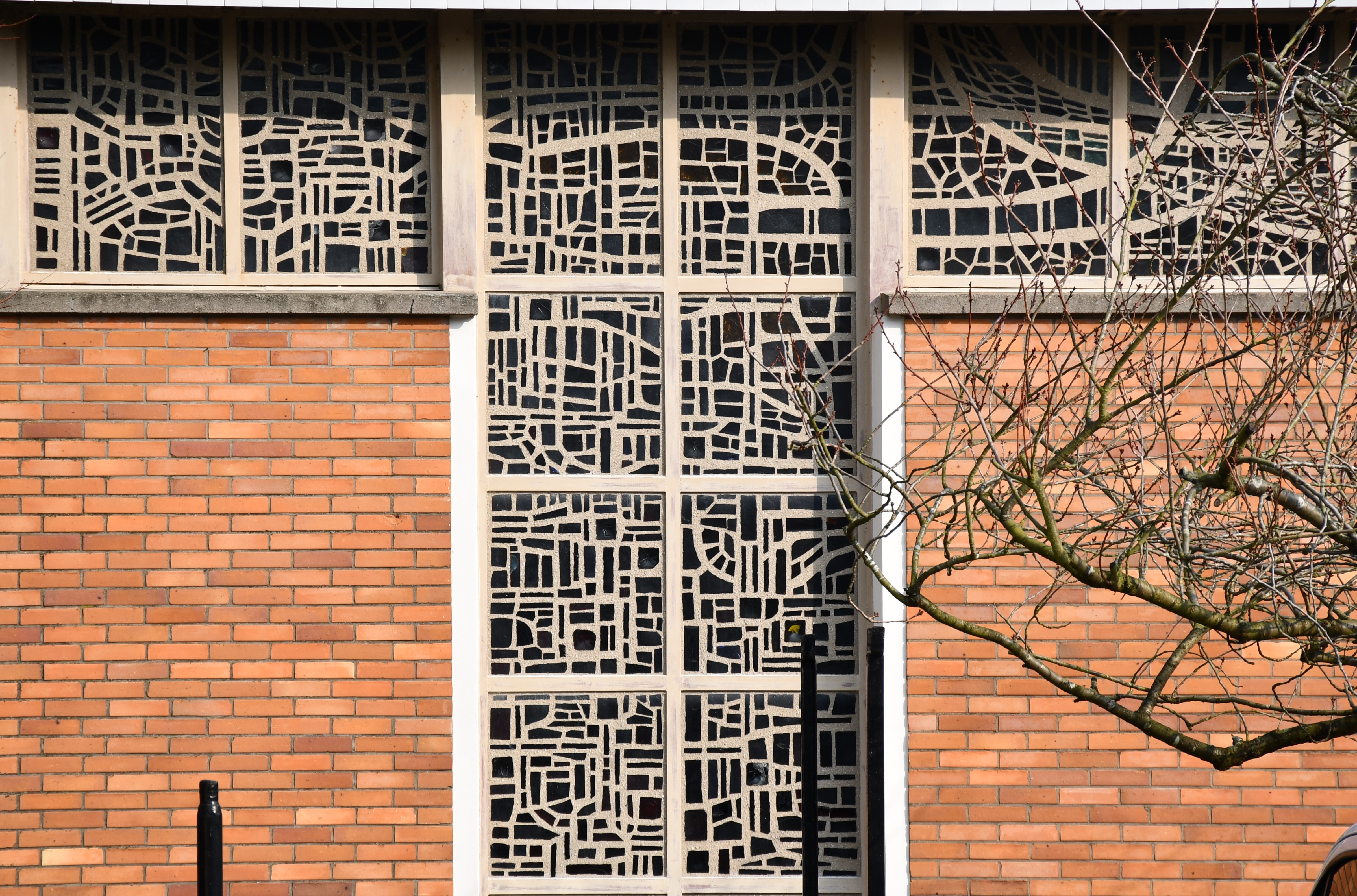
Kirchenfenster (2023)

Das Gotteshaus in der Lindenstraße 151 gehört zur Evangelisch-Lutherischen Kirche in Norddeutschland, seit 2008 steht es unter Denkmalschutz.

## Geschichte
Für die Kirchengemeinde St. Nikolai entstand von 1975 bis 1977 in Stralsunds Stadtteil Knieper West ein winkelförmig angeordnetes Gemeindezentrum, bestehend aus einem Saal für Gottesdienste und Veranstaltungen samt freistehendem Glockenstuhl, einer Sakristei, Bibliotheks- und Nebenräumen sowie zwei Wohnungen. Mit seiner Einweihung kam es zur Selbständigkeit des Pfarrbezirks als eigenständige Gemeinde Knieper West.
Zu dieser Zeit war Knieper West ein DDR-Neubaugebiet mit 10.000 Einwohnern und der Zielmarke von 25.000 Menschen. Die Baubehörden genehmigten – nicht zuletzt aufgrund der Vorgaben aus Berlin im Zusammenhang mit dem ersten Kirchenbauprogramm in der DDR – das für ein sozialistisches Wohngebiet DDR-weit beispiellose Vorhaben, jedoch nur auf einem abseits des Kernbereichs gelegenen Grundstück.
Der Neubau eines kirchlichen Gemeindezentrums kam zustande unter ausdrücklicher Genehmigung höchster staatlicher Stellen in Berlin und unter Einordnung in den offiziellen Wirtschaftsplan innerhalb eines sozialistischen Wohngebiets: Die DDR-Führung ließ sich – nach der Erfahrung mit diesem Bauwerk – alle DDR-weit folgenden Sakralbauten in jeweils siebenstelligen D-Mark-Beträgen bezahlen.
Jenes Kirchen-Bauprogramm umfasste hauptsächlich Erhaltungs-, Sanierungs- und Umbau-Maßnahmen für historische Kirchenbauten sowie Rekonstruktionsvorhaben, Anbauten und kleinere Neubauten. Einziges Neubau-Vorhaben für ein Gemeindezentrum war das in Stralsund-Knieper West – es wurde damit zum Testfall und zum Startschuss für einen ebenso beispiellosen Pragmatismus der DDR-Führung im Umgang mit der Kirche.
Das Gemeindezentrum wurde am 16. Oktober 1977 vom Bischof der Evangelischen Landeskirche Greifswald, Horst Gienke, eingeweiht; Gäste waren ein Bischof aus Schweden – und Vertreter des Rates des Bezirks Rostock und des Rates der Stadt Stralsund.

## Bauverwirklichung
An der Errichtung des Sakralbaus beteiligten sich unter der Leitung des Kirchenbaurats Gunther Kirmis Fachleute verschiedener Aufgabenbereiche. Der VEB Spezialbeton Rügen mit Ingenieur Ulrich Müther (1934–2007) und Architekt Dietrich Otto war für den Entwurf und die Realisierung der doppelt gekrümmten Hyparschalen des Kirch- und Gemeinderaums zuständig.
Der Glockenturm entstand nach Plänen des Architekten Herbert Henke (1910–1987). Die Außenanlagen des Gemeindezentrums gestaltete Landschaftsarchitekt Ludwig Trauzettel (* 1951). Für Altar und Lesepult aus stählernen Kastenprofilen in Verbindung mit Holz war Gudrun Trauzettel verantwortlich, für die Textilbilder an Altar und Wänden Stralsunds Kunsthandwerkerin Jorinde Gustavs (* 1941). Das in Beton gesetzte farbige Lichtband des Kirchenraums wurde nach Entwurf des Glaskünstlers Christof Grüger (1926–2014) von den Glaswerkstätten Franz Lehmann aus Berlin-Weißensee gefertigt.

## Architektur
Der von außen als schlichter Kubus in Erscheinung tretende Baukörper erhält durch ein umlaufendes oberes Lichtband und zwei vertikale Einschnitte eine Ausleuchtung von unterschiedlicher Intensität. Durch farbige Betonglasmalereien, zusammengesetzt aus quadratischen Elementen, fällt Licht in den Raum, mittels vertikaler Einschnitte entstand eine Art Altarraum in dem Zentralraum.
Die beiden ansteigenden, doppelt gekrümmten und auf einer einzelnen Stütze ruhenden Hyparflächen der Decke bewirken eine leichte, schwebende Atmosphäre. In Zusammenklang mit dem farbigen Licht verschiedener Intensität erhielt der Saal eine sakrale Wirkung.
Die farbigen Fenster sind in der so genannten Dickglas- oder Betonglastechnik hergestellt. Dabei kamen Brocken aus durchgefärbtem Glas, jeweils zwei bis drei Zentimeter stark und plastisch hervorragend, zum Einsatz.

## Baukosten
Die Kosten für das Gemeindezentrum in Stralsund-Knieper West betrugen 289.000 D-Mark. Mit der Summe war lediglich die Errichtung des Bauwerks abgegolten, die Kosten für die Inneneinrichtung kamen gesondert hinzu.

## Varia
- Das große Außengelände um das Gotteshaus erwies sich als günstig für die Arbeit mit Kindern, Jugendlichen und Familien, im hinteren Bereich entstand das sogenannte Jugendhaus.[3][4]